# BE (musikalbum)
BE är ett konceptalbum med det progressiva metalbandet Pain of Salvation och släpptes i september 2004. Musikaliskt är albumet mer experimentellt än gruppens tidigare album. Gruppen har gått ifrån det mer traditionella progressiva metalsoundet och gjort ett varierat album med inslag av folkmusik, kyrkomusik och klassisk musik.

## Låtar på albumet
1. "Animae Partus ("I am")"
2. "Deus Nova"
3. "Imago (Homines Partus)"
4. "Pluvius Aestivus"
Of Summer Rain (Homines Fabula Initium)
5. "Lilium Cruentus (Deus Nova)"
On the Loss of Innocence
6. "Nauticus (drifting)"
7. "Dea Pecuniae"
I. Mr. Money
II. Permanere
III. I Raise My Glass
8. "Vocari Dei"
Sordes Aetas - Mess Age
9. "Diffidentia (Breaching the Core)"
Exitus - Drifting II
10. "Nihil Morari"
(Homines Fabula Finis)
11. "Latericius Valete"
12. "Omni"
Permanere?
13. "Iter Impius"
Martigena, son of Mars
(Obitus Diutinus)
14. "Martius/Nauticus II"
15. "Animae Partus II"